# ギャラクシー・オブ・テラー/恐怖の惑星
『ギャラクシー・オブ・テラー/恐怖の惑星』（Galaxy of Terror）はアメリカ合衆国のSFホラー映画。1981年公開作品。
『マインドワープ 恐怖の大銀河』という邦題で公開予定で予告編まで作成されていたが、1985年に配給元の日本ユナイテッド・アーチスツ映画会社の閉鎖によって劇場未公開・ビデオスルーとなった。1986年4月25日にワーナー・ホーム・ビデオでVHSがレンタル開始され、1986年7月25日にワーナー・ホーム・ビデオでLDが発売され、2013年9月27日にallcinemaより日本語吹替やオーディオ・コメンタリー等が収録されたBlu-ray Discが発売された。
プロダクションデザイン、第2班監督としてジェームズ・キャメロンが参加している。

## あらすじ
辺境の惑星モルガンタスで宇宙船リーマス号が消息を絶った。事態を重くみた宇宙の支配者であるマスターは調査メンバーを選抜しクエスト号で救出に向かわせる。モルガンタスに降り立ったクルー達は奇怪なピラミッドに潜入するが、そこで一人また一人と無残に殺されていく。

## スタッフ
- 監督：ブルース・D・クラーク
- 製作：ロジャー・コーマン、マーク・シーグラー
- 脚本：ブルース・D・クラーク、マーク・シーグラー
- 音楽：バリー・シュレイダー
- 撮影：ジャック・ヘイトキン

## キャスト
| 役名           | 俳優                       | 日本語吹替         |
| -------------- | -------------------------- | ------------------ |
| キャブレン     | エドワード・アルバート     | 大塚明夫           |
| アルーマ       | エリン・モーラン           | 弘中くみ子         |
| コア           | レイ・ウォルストン         | 千葉耕市           |
| イルヴァー隊長 | バーナード・ベーレンス     | 筈見純             |
| ベイロン副隊長 | ザルマン・キング           | 久賀健治           |
| レンジャー     | ロバート・イングランド     | キートン山田       |
| デミア         | タフィー・オコンネル       | 高島雅羅           |
| キュオド       | シド・ヘイグ               | 郷里大輔           |
| トランター船長 | グレイス・ザブリスキー     | 牧野和子           |
| コス           | ジャック・ブレッシング     | 津久井教生         |
| ミトリ         | メアリー・エレン・オニール | 相生千恵子         |
|                |                            |                    |
| 翻訳           |                            | 江川由里子         |
| 演出           |                            | 壺井正             |
| プロデューサー |                            | 上田正人           |
| 制作           |                            | グロービジョン/TBS |